# Richard-Boljahn-Allee

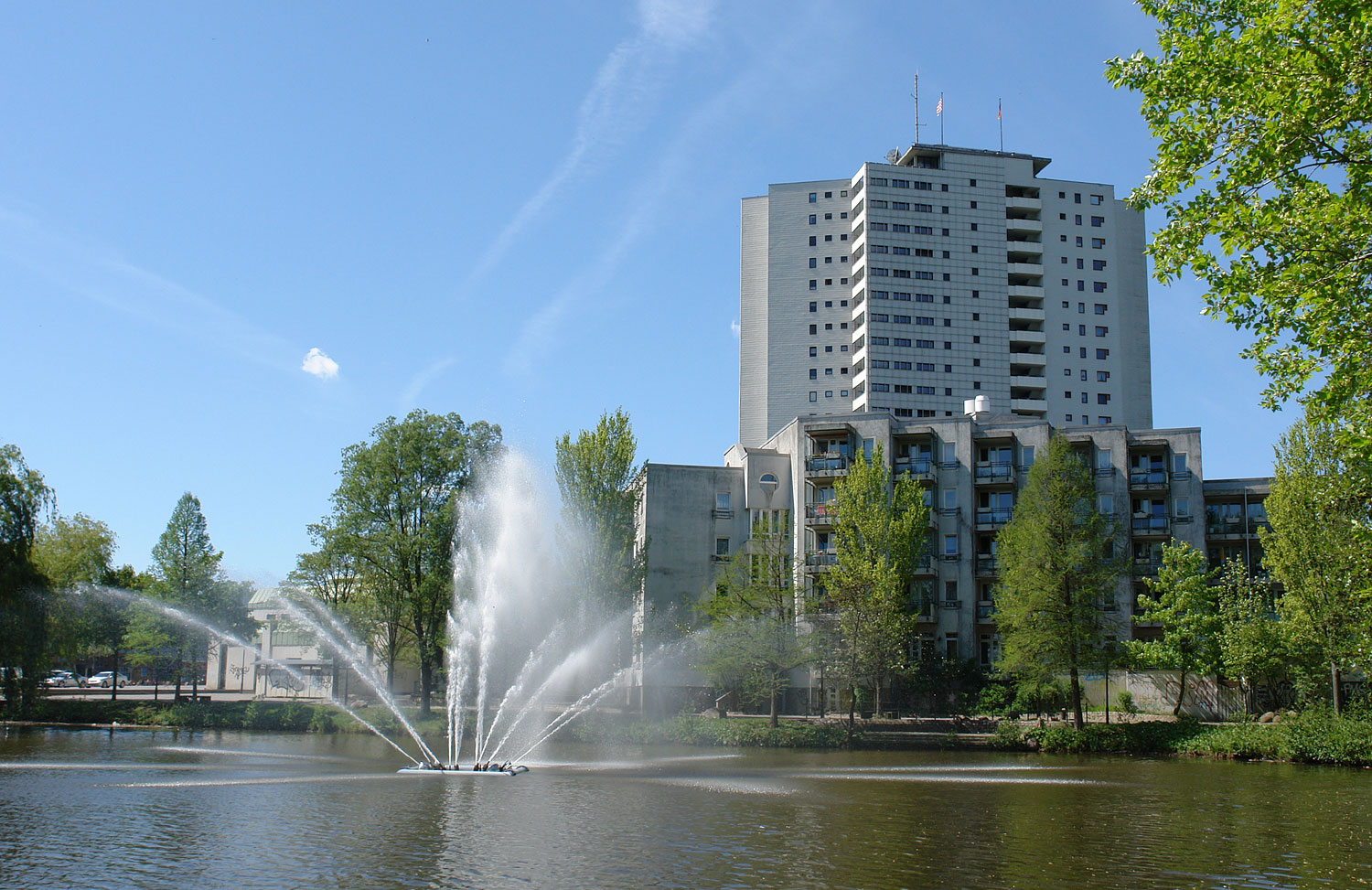
AWO-Seniorenwohnanlage Hanna-Harder-Haus vor dem Aalto-Hochhaus

Die Richard-Boljahn-Allee ist eine wichtige Durchgangsstraße in Bremen, Stadtteil Vahr, Ortsteile Neue Vahr Nord und Neue Vahr Südwest. Sie führt als Autobahnzubringer überwiegend in West-Ost-Richtung von der Kurfürstenallee in Schwachhausen bis zur Bundesautobahn 27 (Abfahrt Nr. 20 Bremen-Vahr) und der Franz-Schütte-Allee nach Oberneuland.
Die Querstraßen und Anschlussstraßen wurden benannt u. a. als Kurfürstenallee 1910 nach den ursprünglich (1257) sieben und zuletzt (1803) zehn Kurfürsten des Heiligen Römischen Reiches, die das Recht zur Königswahl hatten, In der Vahr nach dem Stadtteil ( Sie war früher Teil der Vahrer Straße), Bürgermeister-Spitta-Allee nach dem Politiker (DDP, BDV und FDP) Theodor Spitta (1873–1969), Henri-Dunant-Straße nach dem Schweizer Gründer des Internationalen Komitees vom Roten Kreuz (1828–1910), Karl-Kautsky-Straße nach dem deutsch/österreichischen Philosophen und sozialdemokratischer Politiker (1854–1938), Friedrich-Stampfer-Straße nach dem Journalist (Chefredakteur des Vorwärts) und Politiker (SPD) (1874–1957), Autobahn A 27 und Franz-Schütte-Allee nach dem Kaufmann, Ölimporteur und bedeutenden Mäzen Franz Schütte (1836–1911); ansonsten siehe beim Link zu den Straßen.

## Geschichte

### Name

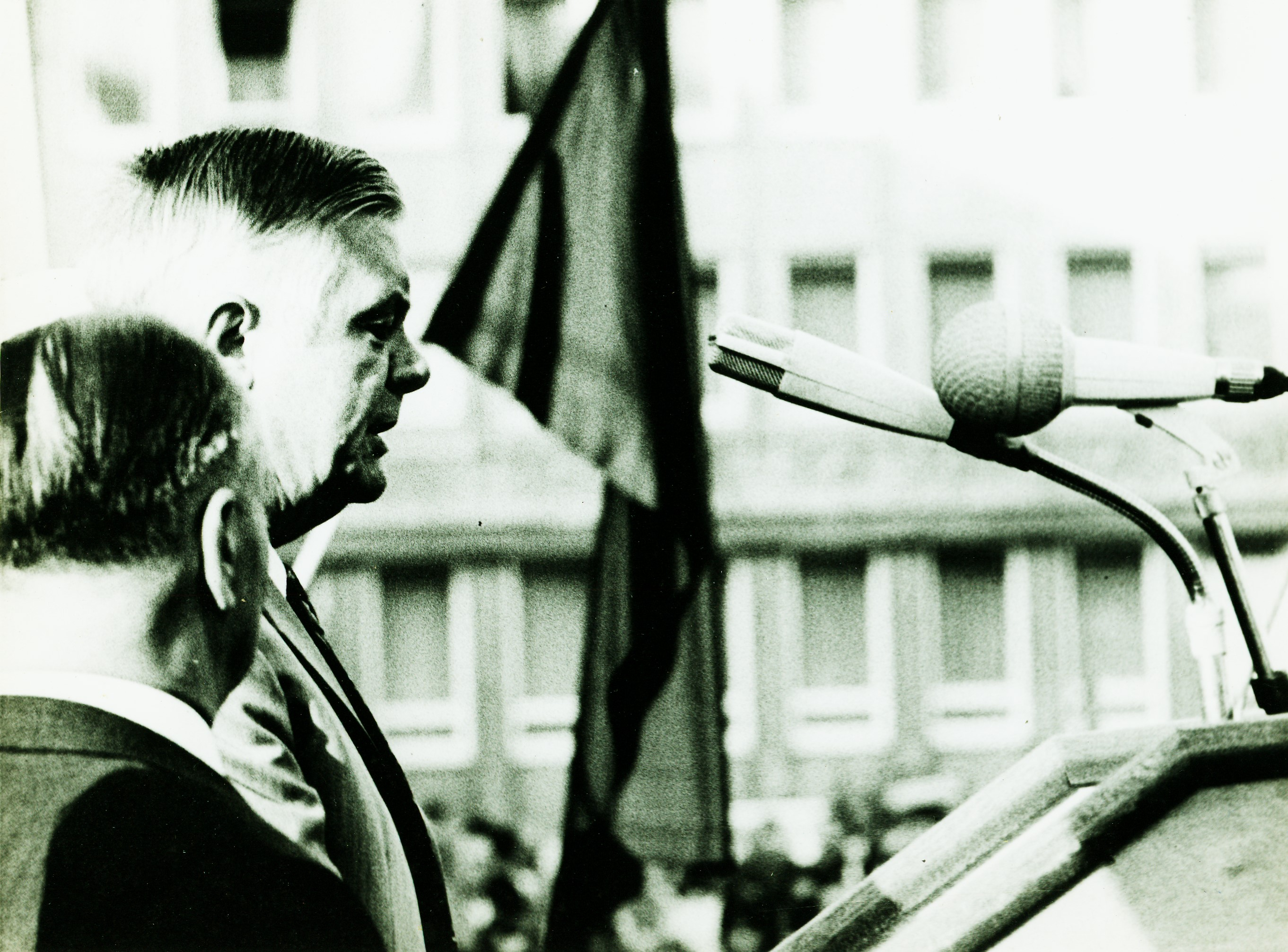
Richard Boljahn

Die Richard-Boljahn-Allee wurde 1993 benannt nach dem Politiker (SPD), Gewerkschafter als bremischer DGB-Vorsitzender und langjährigen Fraktionsvorsitzenden der SPD in der Bremischen Bürgerschaft Richard Boljahn (1912–1992).

Er war zudem Aufsichtsratsvorsitzender der Wohnungsgesellschaft Gewoba. Den Bau der Neuen Vahr hat er maßgeblich bewirkt.
Zuvor war die Straße Teil der Franz-Schütte-Allee.

### Entwicklung
Nach dem Zweiten Weltkrieg wurde 1956 ein Rahmenplan und danach Bebauungspläne für die Bebauung der Vahr aufgestellt. Auf beiden Seiten der Allee entstand die Neue Vahr mit rund 11.800 Wohnungen für 30.000 Einwohner auf 218 Hektar Fläche, gegliedert in fünf Nachbarschaften. Die Gewoba – zwischendurch Neue Heimat – war das Wohnungsunternehmen, das die meisten Wohnungen erstellen ließ. Die Vahr ist eine stark durchgrünte Großwohnsiedlung, überwiegend in Zeilenbauweise, in der auch Reihenhäuser und einzelne Häuser stehen.

### Verkehr
Die Straße war im Goh Hollerland eine alte Wegeverbindung durch das Vahrer Feld nach Oberneuland.
In den 1960er Jahren wurde die Straße zu einer kreuzungsfreien Schnellstraße ausgebaut mit einer Höchstgeschwindigkeit von zunächst 80 und dann 70 km/h. Etwa 30.000 Autofahrer fuhren um 2010 täglich auf dieser Straße. 2014 wurden neben den Fußgängerbrücken auch an drei Stellen Fußgängerampel aufgestellt. und deshalb die Höchstgeschwindigkeit von 70 auf 50 km/h reduziert; mit Zustimmung und auch heftiger Kritik.
Im Nahverkehr in Bremen durchfährt die Buslinie 739 (Bremen – Posthausen) ohne Halt die Straße und die Buslinien 21 (Blockdiek ↔ Universität-Nord) und 24 (Rablinghausen ↔ Neue Vahr-Nord) tangieren die Straße an der Bürgermeister-Spitta-Allee.

## Gebäude und Anlagen

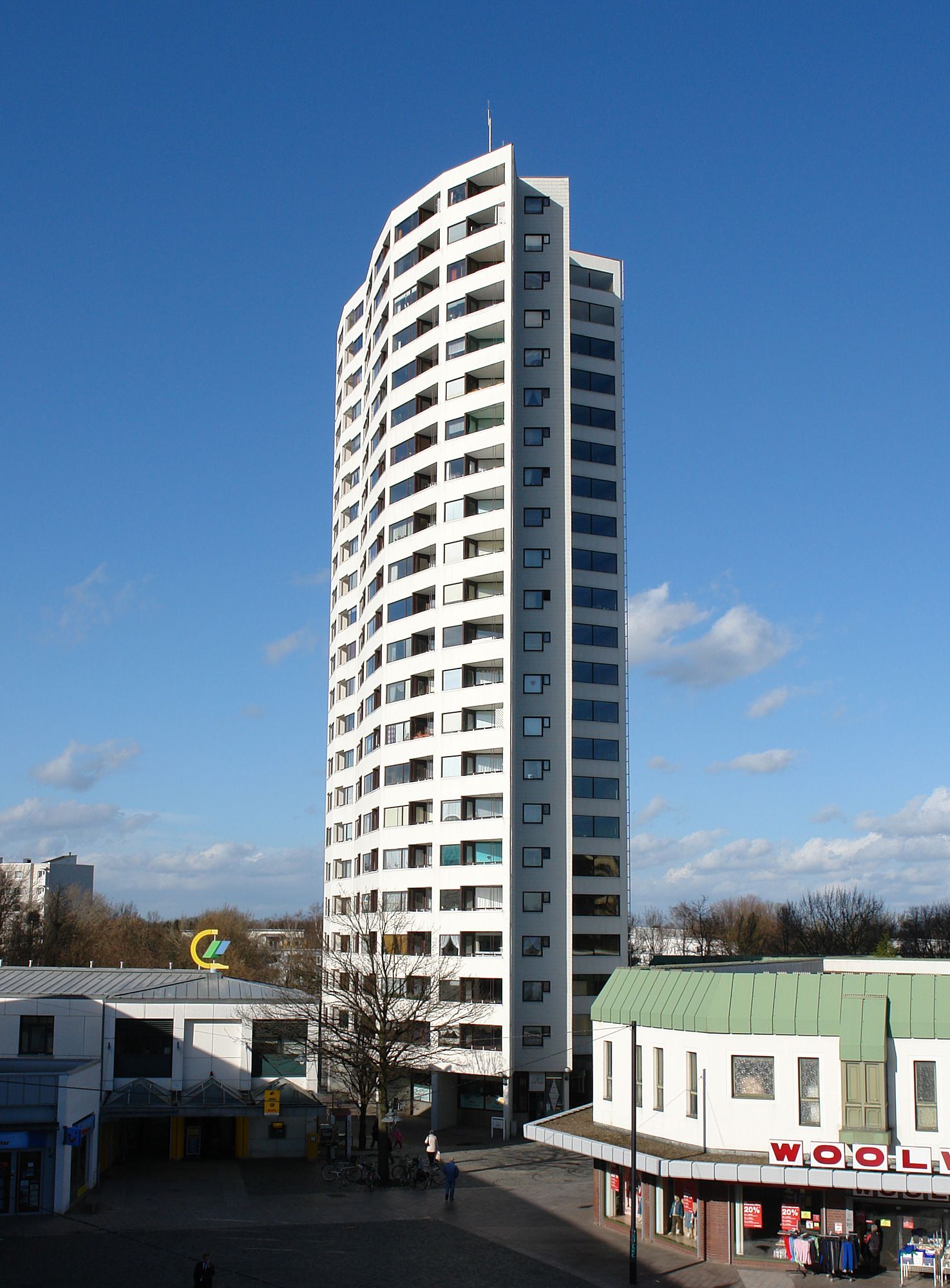
Aalto-Hochhaus

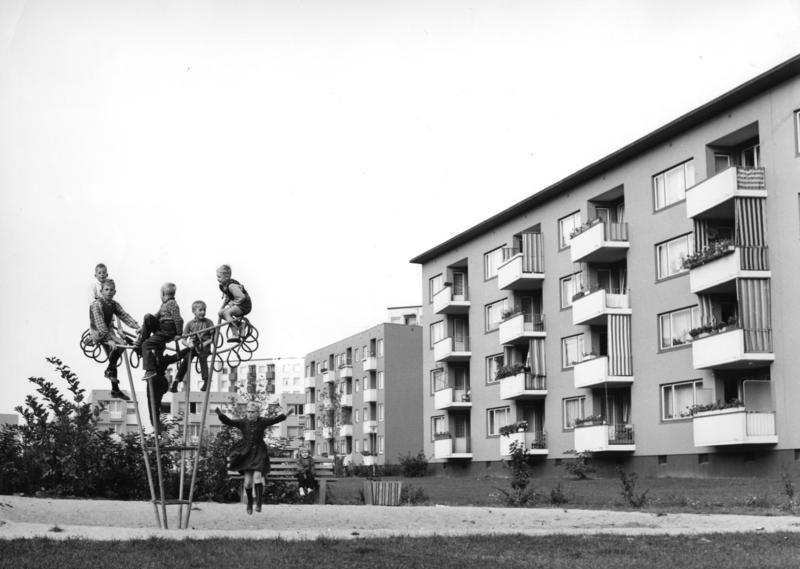
Wohnungsneubau in der Neuen Vahr um 1960

Die Straße ist mit drei bis 21-geschossigen Wohnhäusern bebaut.
Erwähnenswerte Gebäude und Anlagen
Südseite
- In der Vahr Nr. 64 Ecke Richard-Boljahn-Allee: 1-gesch. modernes Haus mit weißem Dach und mit einem Restaurant
- Nr. 1: 3-gesch. Geschäftshaus der Autotechnik
- Henri-Dunant-Straße Nr. 3: 1-gesch. Geschäftshaus der Mercedes-Benz Niederlassung
- Fernwärmekraftwerk für die Vahr
- Fußgängerbrücke mit Wegen zur Kurt-Schumacher-Allee und zur Carl-Severing-Straße
- Brücke der Karl-Kautsky-Straße
- Berliner Freiheit, Stadtteilzentrum von um 1960 mit 2-gesch. Einkaufszentrum von 2003 mit rund 65 Läden, Sparkasse, Bürgerzentrum Vahr, Wochenmarkt und Parkhochhaus sowie dem 4- bis 5-gesch. Hanna-Harder-Haus als AWO-Seniorenwohnanlage
- Berliner Freiheit: 21-gesch. 65 Meter hohes Aalto-Hochhaus der Gewoba von 1961 mit 189 Wohnungen nach Plänen von Alvar Aalto, Helsinki
- Parkanlage mit dem Vahrer See nach Plänen von Karlaugust Orf, Bremen
- Fußgängerbrücke mit Wegen zur Kurt-Schumacher-Allee und zur Heinrich-Schulz-Straße
- Dietrich-Bonhoeffer-Straße Nr. 37: 13-gesch. Wohnhochhaus von um 1967
- Fußgängerbrücke mit Wegen zur Geschwister-Scholl-Straße und zum Kleingartengebiet

Nordseite
- Papendieckstraße: Einfamilienhausquartier
- Philipp-Scheidemann-Straße und Carl-Severing-Straße: 3-, 4- und 8-gesch. Wohnhäuser der Neuen Vahr Nord
- Friedrich-Stampfer-Straße und Julius-Bruhns-Straße: 3-, 4-, 5- und 8-gesch. Wohnhäuser der Neuen Vahr Nord
- Julius-Bruhns-Straße Nr. 2: 14-gesch. Wohnhochhaus
- Kleingartengebiet